# フンソ・オジョ
フンソ・オジョ（1991年8月28日 - ）はベルギーのサッカー選手。ポジションはMF。ポート・ヴェイルFC所属。

## 経歴
2009年5月5日のヴィレムII戦でデビュー。
2017年7月18日、スカンソープ・ユナイテッドFCと3年契約を結んだ。2019年6月にはハイバーニアンFCからオファーを受けた。オジョ自身はスカンソープに残留する意向を示していたが、まもなく、スカンソープがアバディーンFCとハイバーニアンからのオファーを承諾したため、アバディーンに3年契約で移籍した。
2021年1月28日、ウィガン・アスレティックFCに期限付き移籍した。
2022年6月28日、ポート・ヴェイルFCに移籍した。